# 이와쿠라정
이와쿠라정(岩倉町)은 도쿠시마현 미마군에 있던 정이다. 현재의 미마시의 일부에 해당한다.

## 역사
- 1889년 10월 1일 - 정촌제 시행에 수반해 이와쿠라촌, 이와쿠라야마촌의 구역으로 이와쿠라촌이 성립하였다.
- 1951년 11월 3일 - 정으로 승격해 이와쿠라정이 되었다.
- 1958년 3월 31일 - 와키정, 에하라정과 합병해 새로운 와키정이 성립, 동일 이와쿠라정은 폐지되었다.

## 교통

### 철도
정내에는 지나가지 않았고, 요시노강 건너편에 있는 일본국유철도 도쿠시마 본선 오시마역이 가장 가까웠다. 